# Pedro de Andrade Caminha
Pedro (ou Pêro) de Andrade Caminha (Porto, c. 1520 – Vila Viçosa, 9 de Setembro de 1589) foi um fidalgo e poeta português. Suposto rival de Luís de Camões.

## Biografia
Nascido no Porto, provavelmente na segunda década do século XVI, foi camareiro de D. Duarte, duque de Guimarães, e, após o seu falecimento, deslocou-se para Vila Viçosa, dedicando os seus serviços ainda aos Duques de Bragança. Ganhou uma reputação desonrosa graças a dois fatores: a rivalidade com Luís de Camões e também a denúncia à Inquisição do humanista Damião de Góis (1571). Pedro acusou-o de não ter dado importância suficiente à morte do duque D. Duarte na Crónica de D. Manuel.
Poucos poemas seus foram imprimidos no século XVI. Aliás, até à publicação, em 1791, das suas obras pela Academia Real de Ciências de Lisboa, poucas eram as alusões a esta figura ou aos seus escritos. Fruto deste facto, grande parte dos seus textos encontram-se registados em manuscritos cuja idade difere. Pedro de Andrade Caminha escreveu éclogas, epístolas, elegias, odes, epitáfios e outros géneros líricos. É também importante referir que Caminha, ao lado de António Ferreira, foi um dos poetas renascentistas portugueses que mais epitáfios escreveu.
O poeta teria devido toda a fortuna de que usufruiu a D. Duarte. E à sua serventia se teria devido a tença, confirmada por D. Sebastião, de duzentos mil réis. Pedro de Andrade Caminha conheceu Sá de Miranda, António Ferreira e Diogo Bernardes porque estes frequentavam habitualmente o palácio de D. Duarte, que valorizava as letras e a poesia.
Pedro de Andrade Caminha foi o sexto filho de Filipa de Sousa e de João de Caminha, casou-se com D. Pascoela de Gusmão e teve uma filha chamada Mariana.
Pensa-se que terá participado na expedição de D. Sebastião a Alcácer Quibir. Foi diplomata, cavaleiro da Ordem de Cristo por intervenção de Filipe I de Portugal e provedor da misericórdia de Vila Viçosa nos últimos anos de vida. Morreu no palácio ducal de Vila Viçosa, no modesto cargo de alcaide de Celorico de Basto, em 1589, depois de ter levado uma vida de requintado palacianismo.

## Obra
A obra de Pedro de Andrade Caminha permaneceu manuscrita até 1791.
No dizer de António José Saraiva e Óscar Lopes, "Pêro é um petrarquista sem traços pessoais nas formas decassilábicas e que apenas sentimos à vontade nos moldes ligeiros do mote glosado". Este poeta mereceu, todavia, a admiração de outros poetas e estudiosos. De entre estes destaca-se Francisco Dias Gomes, que teceu longas considerações sobre a obra de Pêro. Também Frederick Bouterweck, em History of Spanish and Portuguese Literature, elogiou a elegância do verso deste poeta; igualmente digno de destaque é o primeiro grande estudo sobre Caminha, no Ensaio Biographico-Crítico de José Maria da Costa e Silva.

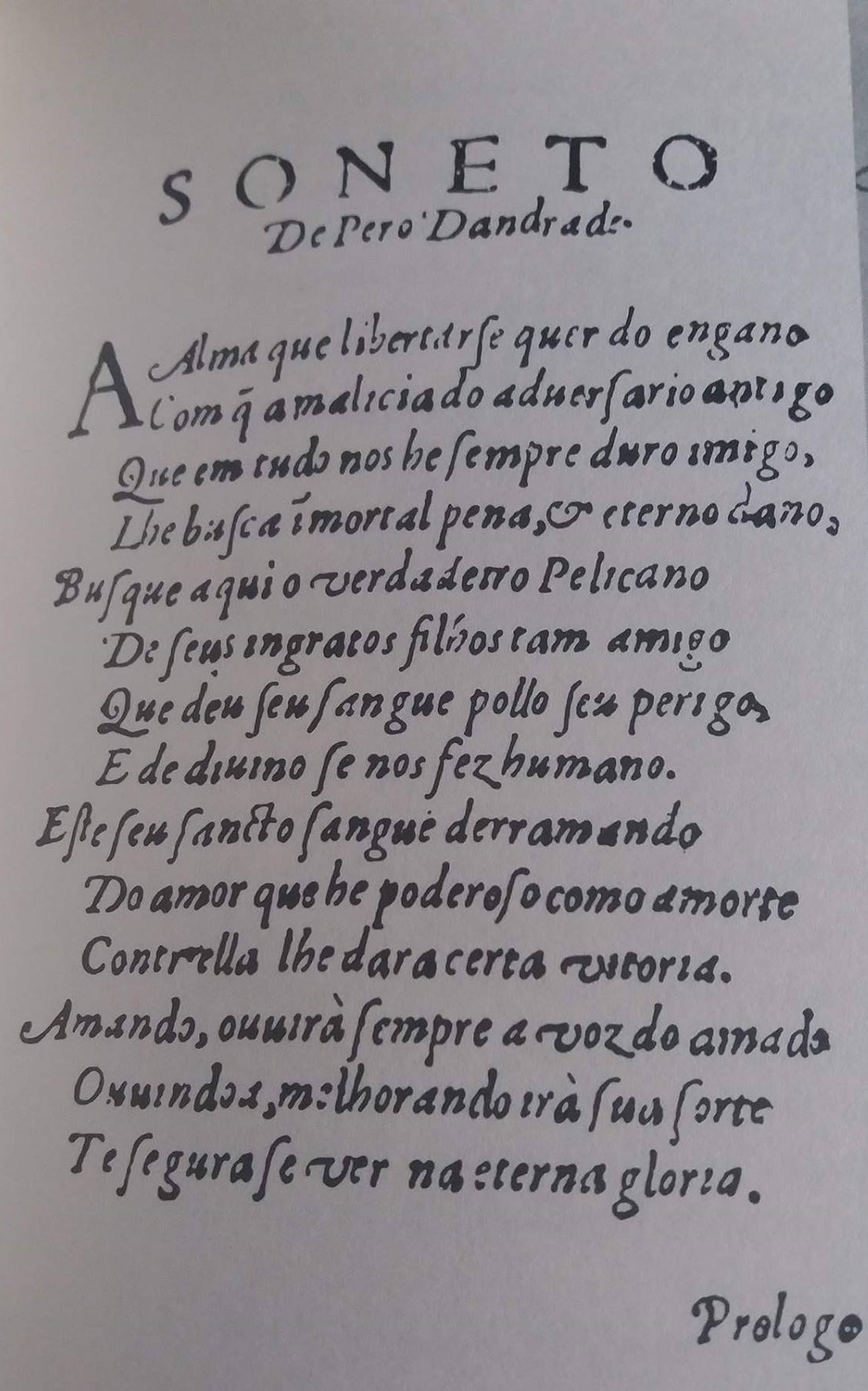
Soneto de Pedro de Andrade Caminha

Cultor da medida nova (em sonetos, éclogas, epístolas, odes, elegias, entre outros), Pedro de Andrade Caminha inspirou-se em cantares velhos, portugueses e castelhanos, e na poesia de Petrarca.
Interessou-se bastante por poesia musicada: é o poeta português mais representado no Cancioneiro Musical e Poético da Biblioteca da Públia Hortênsia, editado em 1940, onde se registam 101 composições dos séculos XV e XVI com letras em castelhano e português.
De Pedro de Andrade Caminha conhecemos 134 sonetos, sendo que a temática predominante é o amor, ainda que um pequeno número de textos seja dedicado à celebração de acontecimentos circunstanciais como a morte do príncipe D. João, a impressão das obras de poetas das suas relações e a oferta de relíquias à Igreja de S. Roque.
Nas suas ballate, Andrade Caminha trabalha apenas um dos grandes motivos da sua reflexão sobre a problemática amorosa: o dos efeitos contrários que tanto a visão da amada como a impossibilidade de a contemplar provocam no eu lírico.
Nos restantes poemas discorre sobre as implicações que tem, para o sujeito poético, a impossibilidade de ver o objeto da paixão: a forma como o tempo parece arrastar-se quando se encontra longe da amada e as estratégias que utiliza para enganar o desejo de a ver; a terrível dor que a ausência da dama causa ao amador e que provoca a perda da sua racionalidade.
A coincidência temática entre as ballate de Pedro e Petrarca são, de acordo com os críticos, extremamente significativas. De facto, é igualmente indubitável a influência de Francesco Petrarca nos sonetos de Caminha, não só a nível temático, mas também a nível formal, uma vez que todos os esquemas empregues por Caminha nas quadras dos seus sonetos haviam já sido utilizados por Petrarca em idêntica posição, salvo raras exceções.
A obra de Pedro de Andrade Caminha apresenta, além destes géneros, uma quantidade invulgar de Epitáfios.

### Epitáfios
Os epitáfios de Pedro de Andrade Caminha celebraram personagens pertinentes para a História (reis, rainhas, infantes, duques, entre mais), nobres e membros da sua própria família (pais e irmãos). Além disso, celebrou também o papel dos músicos, como, por exemplo, Luís de Victoria, e dos poetas, como Sá de Miranda, sublinhando que estes deixam um testemunho para a posterioridade. Continham uma natureza celebratória e geralmente faziam referência aos cargos das pessoas homenageadas, às suas práticas religiosas e às suas vivências políticas e sociais.
Alguns dos temas mais comuns abordados por este poeta são o prémio eterno, fruto de uma vida correta, a efemeridade da vida e a saudade sentida pelo poeta pelo desaparecimento de certas pessoas. Também é crucial destacar a celebração das qualidades cristãs e humanistas.

## Rivalidade entre Pedro de Andrade Caminha e Luís de Camões
A designação de “rival de Camões” foi atribuída a Caminha pela primeira vez em 1860, num ensaio biográfico elaborado pelo Visconde de Juromenha, no qual se encontram diversas referências a Pedro de Andrade. Juromenha considerava uma atitude desrespeitosa e propositada o facto de poetas da mesma geração ignorarem Camões. Para chegar a uma conclusão relativamente a Caminha, Juromenha baseia-se nas semelhanças a nível de escrita e de referências mitológicas que ambos partilham. Juromenha está também confiante de que existiria uma relação de inimizade entre os dois, pois considera que Pêro poderá ter tomado parte numa “caballa” (intriga, conspiração) contra Camões, juntamente com outros poetas, que também escreveram expressamente críticas contra este. Esta intriga poderá ter sido uma das causas dos azares de Camões.
Inocêncio Francisco da Silva reitera em 1862 que "da parte de Caminha para com Camões havia uma decidida emulação e rivalidade", citando como evidência o epigrama 145 de Caminha onde se encontra uma possível alusão ao verso d'Os Lusíadas "Dai-me uma fúria grande e sonorosa" (Lus. 1.5.1) de Camões:
| “ | Dizes que o bom poeta há-de ter fúria; Se não há-de ter mais, és bom poeta; Mas se o poeta há-de ter mais do que fúria Tu não tens mais que fúria de poeta! | ” |
|   | — Pedro de Andrade Caminha , Poezias (1791), Ep. CXLV., p. 352.                                                                                             |   |

Este papel de rival atribuído a Pedro ganha um destaque maior a partir dos anos 70, após a exposição de diversos ensaios de Teófilo Braga sobre Camões e seus contemporâneos, nos quais aprofunda os relacionamentos entre estes, anteriormente retratados por Juromenha.
Nos seus estudos, recupera a existência de uma “caballa” contra Camões, chefiada por Caminha, proposta anteriormente por Juromenha. Para Teófilo Braga, Pedro de Andrade Caminha terá influenciado outras figuras de maneira a desvalorizar Camões, ao longo do tempo.
Teófilo Braga admite a possibilidade da existência de uma amizade entre Caminha e Camões, que terá acabado rapidamente, justificando assim a atitude e comentários de Caminha relativamente a Camões. Entre as razões que poderão ter conduzido ao fim da dita amizade encontram-se um choque de personalidades, a inveja, e o ciúme, particularmente em relação a D. Francisca de Aragão, que terá ajudado Camões e que contribuiu a favor da publicação de Os Lusíadas.
Braga adiciona aos seus ensaios, algumas das suas interpretações das obras de Caminha, afirmando existir nelas críticas dirigidas a Camões, apesar do seu nome não ser diretamente mencionado nos textos. Entre essas, encontra-se a interpretação do epigrama “Contenda de dous”, na qual Teófilo Braga defende a existência de uma troça ao poeta pelo facto da conclusão principal do epigrama se basear em torno de um cego ver mais do que uma pessoa com olhos saudáveis. Também, na sua interpretação de “Con amor y sin dinero”, Braga acredita ser este o meio utilizado por Caminha para tornar Camões ciente da sua pobreza.
Todos estes ensaios de Teófilo Braga completaram as acusações prévias de Juromenha, fornecendo novas informações e ajudando a consolidar esta imagem de rival de Camões, que marcou Pedro de Andrade Caminha.
No entanto, em oposição a Juromenha e Teófilo Braga, destaca-se o artigo “Caminha e a música” da autoria de Sousa Viterbo, no qual considera “infundada para não dizer infantil” a ideia de que Camões seria o alvo nas obras de Caminha. Este ato acaba por conduzir a uma mudança de atitude perante o poeta ao longo dos anos.
- Wikisource